# 兒童玩具圖書館
兒童玩具圖書館近年來在社會各界紛紛設置，是一種基於資源分享、環保、教育為主軸所吹起的一股風潮，各兒童玩具圖書館設置反應極佳，並促使相對於家庭經濟不甚寬裕的孩子或偏遠地區而言，多了一個孩童從遊戲學習的管道。

## 香港
- 香港公共圖書館：提供上千件不同類型玩具，玩具不得借出。
- 香港基督教女青年會沙田綜合社會服務處：會員制，玩具提供外借服務。

## 台灣

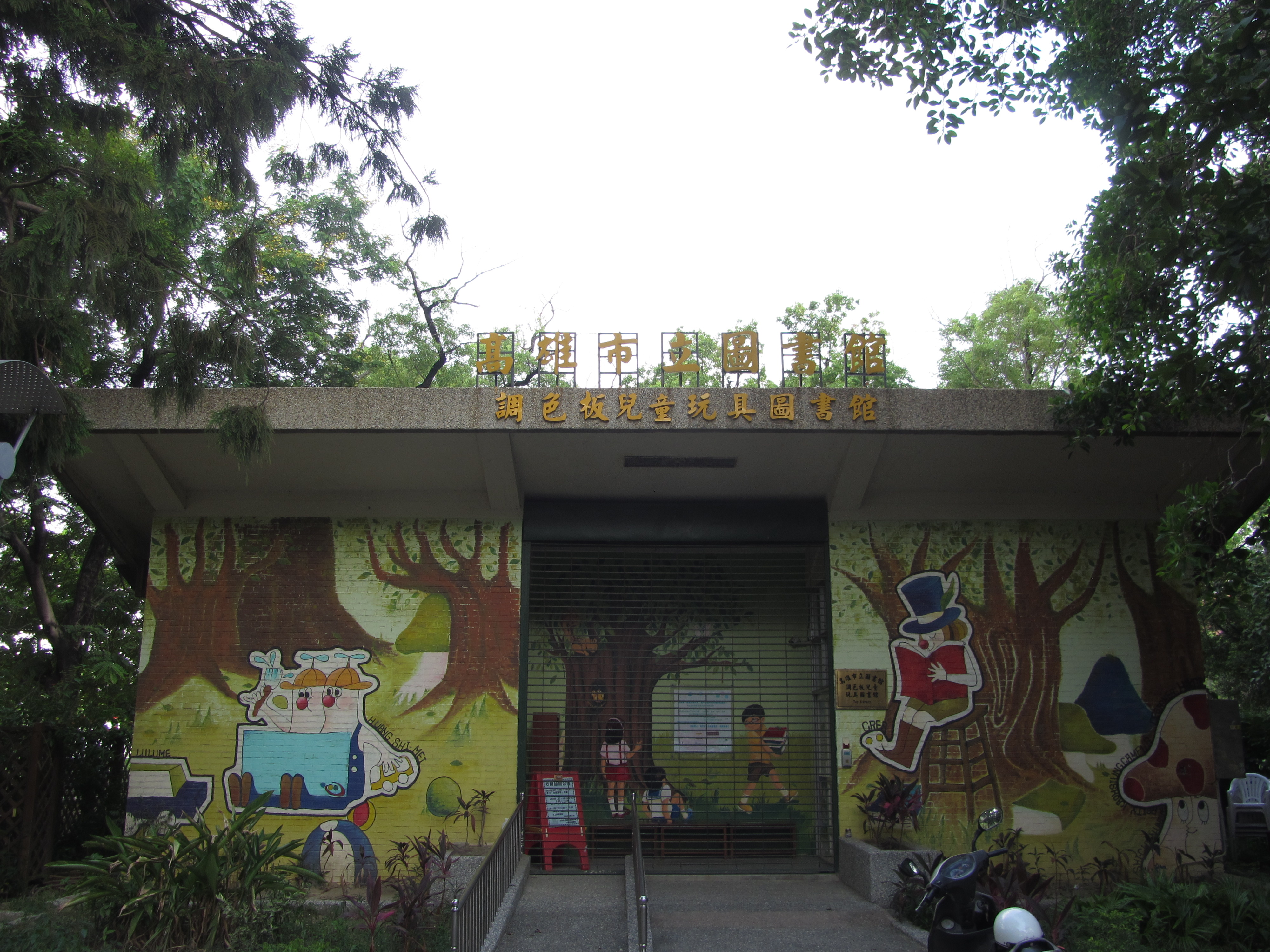
高雄市立圖書館兒童玩具圖書館

- 高雄市立圖書館：為臺灣第一家開辦早療服務的圖書館，以服務發展遲緩及身心障礙兒童及其家長為該兒童玩具圖書館主題，提供玩具外借服務，2017年拆除後改建為李科永紀念圖書館。
- 臺北市：臺北市立圖書館附設「兒童玩具圖書館」。設置於位於萬華區的柳鄉民眾閱覽室內，可使用借閱證借玩具，但限館內使用。
- 新北市：由地方政府推動在各鄉鎮市設置，並逐步推動「主題式玩具圖書館」，如「鄉土玩具圖書館」、「科技玩具圖書館」、「動漫玩具圖書館」、「益智玩具圖書館」、「國際玩具圖書館」等。

## 相關連結
- 協康會
- 香港紅十字會甘迺迪中心
- 寶翠園

## 外部連結
- 香港公共圖書館兒童玩具圖書館 （页面存档备份，存于）
- 香港基督教女青年會沙田綜合社會服務處 （页面存档备份，存于）
- 台灣玩具圖書館協會